# Jovestān
Jovestān (persiska: جُيستان, Jowestān, جوستان) är en ort i Iran.   Den ligger i provinsen Alborz, i den norra delen av landet, 70 km nordväst om huvudstaden Teheran. Jovestān ligger 1 961 meter över havet och antalet invånare är 421.
Terrängen runt Jovestān är varierad. Jovestān ligger nere i en dal. Runt Jovestān är det ganska tätbefolkat, med 86 invånare per kvadratkilometer. Närmaste större samhälle är Kalīnak, 13,0 km väster om Jovestān. Trakten runt Jovestān består i huvudsak av gräsmarker.